# 姫乃亞希子
姫乃 亞希子（ひめの あきこ、1989年9月17日 - ）は、日本の女優。和歌山県出身。姫歌舞希団の団長。

## 人物
4歳から日本舞踊を始め、現在名取である。
趣味は茶道・旅行・書道等と多趣味でヨガインストラクターの資格も持っている。

## 映画
- アルドール吟剣詩舞にハマる受付嬢千足役

## CM
- 石岡石材

## モデル
- 眼鏡美人コレクション×Sound Revolution